# Акопян Акоп Тигранович
Акоп Тигранович Акопян (вірм. Հակոբյան Հակոբ Տիգրանի; нар. 24 травня 1923, Александрія, Єгипет — пом. 8 березня 2013, Єреван, Вірменія) — вірменський живописець.

## Біографія
Народився 24.05.1923 р. в Александрії, Єгипет, куди, рятуючись від геноциду вірмен в Османській імперії, перебралася його сім'я.
У 1947 р. закінчив Каїрську Королівську вищу художню академію. Навчався в Академії Гран-Шомієр в Парижі (1952—1954).
У 1961 році репатріїрувався до Вірменської РСР. Знаменитим його зробили пейзажі Вірменії, строгі, часом суворі. У 1986 році був удостоєний золотої медалі на першій Закавказької бієнале у Тбілісі за картину «Весна». У 1987 році отримав Державну премію СРСР за створення серії акварелей.
У 1967—1971 роках художник обирався депутатом Верховної Ради Вірменської РСР 7-го скликання. У 1988 році був обраний членом-кореспондентом Академії мистецтв СРСР.
Помер 8 березня 2013 року. Похований в єреванському пантеоні імені Комітаса.

## Творчість
Серед найбільш відомих робіт:
- «Сад біля храму Ріпсіме Ечміадзин» (1976),
- «У цвіті» із серії «Моя земля» (1977),
- «Виноградники взимку» (1979),
- «В майстерні художника» (1980),
- «Покинутий куточок» (1980),
- «Арарат»(1980),
- «Ущелина Гарні» (1980).

## Звання і нагороди
- Народний художник Вірменської РСР (1977)
- Державна премія Вірменської РСР (1977)
- Державна премія СРСР (1987)
- Почесний зарубіжний член Російської академії мистецтв
- Почесний громадянин Єревана (2001)
- Орден Святого Месропа Маштоца
- Орден Святого Саака і Святого Месропа Вірменської апостольської церкви